# Pherkad
Pherkad, auch Pherkab oder Gamma Ursae Minoris (γ UMi), ist die Bezeichnung des dritthellsten Sterns im Sternbild Kleiner Bär. Der arabische Name فرقد, DMG farqad leitet sich aus dem Arabischen أخفى الفرقدين / aḫfā l-farqadain ab und bedeutet „das dunklere der beiden Kälber“ (mit dem helleren Kalb ist der Stern Kochab gemeint).
Pherkad bildet zusammen mit Kochab den Abschluss des „Kastens“ des Sternbildes „Kleiner Wagen“, als welcher der Kleine Bär auch oft bezeichnet wird. Er hat eine scheinbare Helligkeit von 3,03 mag und ist mit dem bloßen Auge zu erkennen.
Pherkad ist ein weißer heller Riesenstern und gehört der Spektralklasse A3 an. Die Entfernung zum Sonnensystem beträgt laut des Hipparcos-Katalogs etwa 480 Lichtjahre.